# Liste der Monuments historiques in Fleuriel
Die Liste der Monuments historiques in Fleuriel führt die Monuments historiques in der französischen Gemeinde Fleuriel auf.

## Liste der Bauwerke
| Bezeichnung          | Beschreibung                  | Standort | Kennzeichnung | Schutzstatus | Datum | Bild           |
| -------------------- | ----------------------------- | -------- | ------------- | ------------ | ----- | -------------- |
| Kirche Notre-Dame    | Erbaut ab dem 11. Jahrhundert | (Lage)   | PA00093104    | Classé       | 1954  | weitere Bilder |
| Villa de la Tronçais | Erbaut 1909/12                | (Lage)   | PA03000050    | Inscrit      | 2016  |                |

## Liste der Objekte
| Bezeichnung                 | Beschreibung    | Standort                        | Kennzeichnung | Schutzstatus | Datum | Bild |
| --------------------------- | --------------- | ------------------------------- | ------------- | ------------ | ----- | ---- |
| Eisenbeschlag am Westportal | 12. Jahrhundert | in der Kirche Notre-Dame (Lage) | PM03000108    | Classé       | 1907  |      |